# Evert Geradts
Evert Geradts (né en 1943) est un auteur de bande dessinée néerlandais. 
Figure de l'underground local, il est surtout connu pour avoir animé de 1971 à 1978 les 25 numéros de Tante Leny Presenteert, une des revues de bande dessinée les plus réputées d'Europe durant cette décennie.
Depuis les années 1980, il travaille pour la presse grand public (Eppo, publications Disney, etc.).

## Biographie
Evert Geradts est un auteur de bandes dessinées démarrant sa carrière dans les années en 70.  il est influencé par des séries américaines Pogo de Walt Kelly, Donald Duck de Carl Barks, les dessins animés de Tex Avery et Li'l Abner de Al Capp.
Son frère cadet Jacob Gestman Geradts est un auteur de dessins pin-up.
Il publie sa première bande dessinée De Diertjes dans l'hebdomadaire Hitweek en 1968. Des années 1968 à 1973, il continue la publication de nombreux gags pour le même journal (renommé par la suite Aloha) comme Moe Koe et Jan Zeiloor. D'autres magazines commencent à s'intéresser à son travail. Par la suite, en 1971, il décide de créer la revue de bande dessinée underground Tante Leny Presenteert du nom de sa compagne de l'époque, Leny Zwalve. Les artistes publiant dans ce journal, dont certains travaillaient avec Geradts chez l'Aloha, sont Joost Swarte, Marc Smeets, Aart Clerkx, Ever Meulen et Peter Pontiac. Durant ces années, il publie également des bandes dessinées et illustrations pour des magazines américains dont Avenue, Suck et Joost Swarte's Modern Papier.
En 1980, il décide d'emménager à Arnhem pour créer un studio du même nom avec des artistes tels que Hanco Kolk, Gerard Leever et Aloys Oosterwijk. Il publie la série de bande dessinée De Alsjemaarbekend Band dans le magazine hebdomadaire Eppo de 1984 à 1988. En 1985, il décide de quitter Arnhem pour s'installer au sud de la France, près de Toulouse. En 1989, il travaille en tant que dessinateur avec Ruud Straatman en tant que scénariste sur la bande dessinée Henk Hond pour le magazine  Sjors en Sjimmie. En 1994, Il crée la série De Muziekbuurters avec Ben Westervoorde et Hanco Kolk pour le magazine Taptoe. Il a également écrit des scénarios pour les bandes dessinées Jojo et Jimmy ( Sjors en Sjimmie) pour le magazine Striparazzi (anciennement Eppo). Il va par la suite devenir l'un des scénaristes les plus productifs du magazine néerlandais Donald Duck. À partir des années 2000, il remplace le scénariste Wilbert Plijnaar pour travailler avec Jan van Die et Robert van der Kroft sur la série Claire (nl) pour le magazine Flair.
En 2001,  il réalise la bande dessinée Kos & Mo pour le magazine OKKI. Il ne dessine plus à la main, il décide de tout réaliser sur ordinateur avec le logiciel Adobe Illustrator sans croquis préalable. Avec la même technique, il a créé Mynga & Ramzy pour Hello You!. Il a également contribué aux volumes sur Ambrose Bierce et Bram Stoker dans la collection Graphic Classics, une série de livres d'Eurêka Productions présentant une adaptation en bandes dessinées des classiques d'auteurs littéraires.

## Récompense
- 1977 : Prix Stripschap, pour l'ensemble de son œuvre (avec Leny Zwalve (en))